# Otto Back van Asten
Otto Back van Asten (?? - 1509) was heer van Asten.
Hij stierf echter vrij spoedig, waardoor de heerlijkheid aan zijn zus, Adriana Back van Asten kwam.

## Gezin
Otto Back van Asten had een bastaardzoon die Jan heette.